# Ricky Bell
College Football Hall of Fame 2004
(en) Statistiques sur pro-football-reference
Ricky Lynn Bell, né le 8 avril 1955 à Houston, au Texas et décédé le 28 novembre 1984 à Los Angeles, en Californie est un Américain, joueur de football américain qui a joué au poste de running back pour les Buccaneers de Tampa Bay et les Chargers de San Diego en National Football League (NFL).
Au niveau universitaire, il joue pour les Trojans de l'université de Californie du Sud (USC), pour qui il gagne 1 875 yards à la course au cours de son saison junior,,.
Il est sélectionné en tout premier choix lors de la draft 1977 de la NFL (en) et est intronisé à titre posthume au College Football Hall of Fame en 2004.

## Jeunesse
Né à Houston, au Texas, Bell déménage à Los Angeles à l'âge de onze ans et joue au football américain au lycée John C. Fremont.

## Carrière universitaire
Bell intègre l'université de Californie du Sud (USC) où il joue au football américain pour les Trojans.
Linebacker à l'origine, au cours de sa saison sophomore (1974), Bell se fait néanmoins remarquer par ses qualités de bloqueur et de coureur évitant les tacles adverses. Il partage dès lors la position de fullback avec David Farmer. USC remporte le titre national en battant les Buckeyes d'Ohio State classés #3 sur le score de 18 à 17 lors du Rose Bowl joué le jour du Nouvel An. USC termine la saison avec un bilan de dix victoires pour un nul et une défaite.
En 1975, les Trojans remportent leurs sept premiers matchs. Sans jeu de passe pour équilibrer l'attaque, ils obtiennent un bilan mitigé de huit victoires pour quatre défaites. Ils battent cependant les Aggies du Texas lors du Liberty Bowl. Au cours de cette saison, Bell termine premier de la NCAA en yards gagnés à la course avec un total de 1 875 yards. Il termine troisième du vote pour le trophée Heisman et fait partie de l'équipe-type All-America.
En 1976 au cours de son année senior, Bell et les Trojans terminent avec un bilan de onze victoires pour une seule défaite incluant une victoire 14 à 6 sur les Wolverines du Michigan au Rose Bowl. Malgré des blessures persistantes qui limitent son temps de jeu, Bell établit un nouveau record national en cumulant 347 yards à la course lors du match joué contre les Cougars de Washington State dans le nouveau Kingdome de Seattle,. Il est classé second du trophée Heisman, derrière Tony Dorsett, champion national 1976 avec les Panthers de Pittsburgh.
En 1976, Bell est élu joueur de l'année de la conférence Pacific-8 et est le lauréat du W. J. Voit Memorial Trophy (en) (meilleur joueur de la côte Pacifique). Il est à nouveau sélectionné dans l'équipe-type All-America.

## Carrière dans la NFL
Bell est sélectionne en tout premier choix au cours de la draft 1977 de la NFL (en) par les Buccaneers de Tampa Bay. Ces derniers n’avaient pas gagné un seul match lors de leur première saison NFL en 1976. Bell y signe un contrat de cinq ans portant sur un montant de 1,2 million de dollars soit le contrat le plus important jamais signé par un rookie (débutant) en NFL,,,. Ce premier choix est quelque peu controversé parce que Tony Dorsett était considéré comme le meilleur arrière à se présenter à la draft. La sélection de Bell n’est toutefois pas une surprise, Tampa Bay étant dirigée par John McKay, ancien entraîneur principal de Bell à USC jusqu’en 1975.
Après quelques saisons sans éclat, Bell connaît sa meilleure saison en 1979. Il totalise un gain par la course de 1 263 yards et remporte avec les Buccaneers le titre de la division centrale de la NFC. Les Buccaneers remportent ensuite leur toute première victoire en playoffs contre les Eagles de Philadelphie et Bell y enregistre un gain de 142 yards en 38 courses tout en inscrivant deux touchdowns. L’équipe perd la finale de conférence NFC face aux Rams de Los Angeles et n'accède pas au Super Bowl XIV.
En mars 1982, McKay transfère Bell chez les Chargers de San Diego. Souffrant d'une perte de poids, de douleurs musculaires et de graves problèmes de peau, il prend sa retraite avant le début de la saison 1983.

## Statistiques

### En NCAA
| Année              | Équipe             | Statut             | MJ |     | Courses | Courses | Courses | Courses |       | Passes réceptionnées | Passes réceptionnées | Passes réceptionnées | Passes réceptionnées |
| Année              | Équipe             | Statut             | MJ | Nb. | Yards   | Moy.    | TD      | Nb.     | Yards | Moy.                 | TD                   |                      |                      |
| 1974               | Trojans d'USC      | -                  | 11 | 45  | 299     | 6,6     | 1       | -       | -     | -                    | -                    |                      |                      |
| 1975               | Trojans d'USC      | -                  | 12 | 385 | 1957    | 5,1     | 13      | 4       | 100   | 25                   | 1                    |                      |                      |
| 1976               | Trojans d'USC      | -                  | 12 | 280 | 1433    | 5,1     | 14      | 14      | 85    | 6,1                  | 0                    |                      |                      |
| Totaux en NCAA-USC | Totaux en NCAA-USC | Totaux en NCAA-USC | 35 | 710 | 3689    | 5,2     | 28      | 18      | 185   | 10,3                 | 1                    |                      |                      |

### En NFL
| Année              | Équipe                  | MJ |     | Courses | Courses | Courses | Courses |       | Passes réceptionnées | Passes réceptionnées | Passes réceptionnées | Passes réceptionnées |  | Fumbles | Fumbles |
| Année              | Équipe                  | MJ | Nb. | Yards   | Moy.    | TD      | Nb.     | Yards | Moy.                 | TD                   | Nb.                  | Perdus               |  |         |         |
| 1977               | Buccaneers de Tampa Bay | 11 | 148 | 436     | 2,9     | 1       | 11      | 88    | 8,0                  | 0                    | 4                    | 1                    |  |         |         |
| 1978               | Buccaneers de Tampa Bay | 12 | 185 | 679     | 3,7     | 6       | 15      | 122   | 8,1                  | 0                    | 1                    | 0                    |  |         |         |
| 1979               | Buccaneers de Tampa Bay | 16 | 283 | 1263    | 4,5     | 7       | 25      | 248   | 9,9                  | 2                    | 6                    | 1                    |  |         |         |
| 1980               | Buccaneers de Tampa Bay | 14 | 174 | 599     | 3,4     | 2       | 38      | 292   | 7,7                  | 1                    | 3                    | 0                    |  |         |         |
| 1981               | Buccaneers de Tampa Bay | 7  | 30  | 80      | 2,7     | 0       | 8       | 92    | 11,5                 | 0                    | 1                    | 1                    |  |         |         |
| 1982               | Chargers de San Diego   | 4  | 2   | 6       | 3       | 0       | 0       | 0     | 0                    | 0                    | 0                    | 0                    |  |         |         |
| Totaux à Tampa Bay | Totaux à Tampa Bay      | 60 | 820 | 3057    | 3,7     | 16      | 97      | 842   | 8,7                  | 3                    | 15                   | 3                    |  |         |         |
| Totaux en NFL      | Totaux en NFL           | 64 | 822 | 303063  | 3,7     | 16      | 97      | 842   | 8,7                  | 3                    | 15                   | 3                    |  |         |         |

## Décès
Bell est décédé à l'âge de 29 ans à la suite d'une insuffisance cardiaque provoquée par une dermatomyosite,,,. Mario Van Peebles incarne le joueur dans le téléfilm basé sur la vie de Ricky Bell et sorti en 1991 (Un triomphe du cœur : l'histoire de Ricky Bell). Bell repose au cimetière Inglewood Park situé à Inglewood en Californie.
Il était marié avec Natalia avec qui il a eu un fils Ricky Jr. et une fille Noell.

## Honneurs
Bell est intronisé à titre posthume, en 2004 au College Football Hall of Fame.